# Liste der Nummer-eins-Hits in Deutschland (1979)
Diese Liste enthält alle Nummer-eins-Hits in Deutschland im Jahr 1979. Es gab in diesem Jahr zehn Nummer-eins-Singles und 15 Nummer-eins-Alben.

## Singles
| ← 1978 ← | Liste der Nummer-eins-Hits in Deutschland | Liste der Nummer-eins-Hits in Deutschland | Liste der Nummer-eins-Hits in Deutschland                         | 1980 →                    |
| \| Zeitraum \| Wo. ges. \| Interpret \| Titel Autor(en) \| Zusätzliche Informationen \| \| (Zeitraum, Wochen auf Platz eins, Interpret, Titel, Autor[en], zusätzliche Informationen) \| \| \| \| \| \| ----------------------------------------------------------------------------------------- \| -------- \| ----------------- \| ----------------------------------------------------------------- \| ------------------------- \| \| 11. Dezember 1978 – 7. Januar 1979 4 Wochen (insgesamt 11) \| 11 \| Village People \| Y.M.C.A. Musik: Jacques Morali; Text: Henri Belolo, Victor Willis \| – \| \| 8. Januar 1979 – 14. Januar 1979 1 Woche \| 1 \| Boney M. \| Mary’s Boy Child / Oh My Lord Jester Joseph Hairston \| – \| \| 15. Januar 1979 – 4. März 1979 7 Wochen (insgesamt 11) \| 11 \| Village People \| Y.M.C.A. Musik: Jacques Morali; Text: Henri Belolo, Victor Willis \| – \| \| 5. März 1979 – 15. April 1979 6 Wochen \| 6 \| Blondie \| Heart of Glass Deborah Harry, Christopher Stein \| – \| \| 16. April 1979 – 13. Mai 1979 4 Wochen \| 4 \| Dschinghis Khan \| Dschinghis Khan Musik: Ralph Siegel junior; Text: Bernd Meinunger \| – \| \| 14. Mai 1979 – 17. Juni 1979 5 Wochen \| 5 \| Patrick Hernandez \| Born to Be Alive Patrick Pierre Hernandez \| – \| \| 18. Juni 1979 – 29. Juli 1979 6 Wochen \| 6 \| M \| Pop Muzik Robin Edmond Scott \| – \| \| 30. Juli 1979 – 19. August 1979 3 Wochen \| 3 \| Peter Maffay \| So bist du Musik: Peter Maffay; Text: Bernd Meinunger \| – \| \| 20. August 1979 – 14. Oktober 1979 8 Wochen \| 8 \| Boney M. \| El Lute / Gotta Go Home Frank Farian, Fred Jay, Hans Blum \| – \| \| 15. Oktober 1979 – 18. November 1979 5 Wochen \| 5 \| Cliff Richard \| We Don’t Talk Anymore Alan Tarney \| – \| \| 19. November 1979 – 20. Januar 1980 9 Wochen \| 9 \| Thom Pace \| Maybe Thom Pace \| – \| |                                           |                                           |                                                                   |                           |
| ← 1978 |                                           |                                           |                                                                   | → 1980 →                  |
| Zeitraum | Wo. ges.                                  | Interpret                                 | Titel Autor(en)                                                   | Zusätzliche Informationen |
| (Zeitraum, Wochen auf Platz eins, Interpret, Titel, Autor[en], zusätzliche Informationen) |                                           |                                           |                                                                   |                           |
| 11. Dezember 1978 – 7. Januar 1979 4 Wochen (insgesamt 11) | 11                                        | Village People                            | Y.M.C.A. Musik: Jacques Morali; Text: Henri Belolo, Victor Willis | –                         |
| 8. Januar 1979 – 14. Januar 1979 1 Woche | 1                                         | Boney M.                                  | Mary’s Boy Child / Oh My Lord Jester Joseph Hairston              | –                         |
| 15. Januar 1979 – 4. März 1979 7 Wochen (insgesamt 11) | 11                                        | Village People                            | Y.M.C.A. Musik: Jacques Morali; Text: Henri Belolo, Victor Willis | –                         |
| 5. März 1979 – 15. April 1979 6 Wochen | 6                                         | Blondie                                   | Heart of Glass Deborah Harry, Christopher Stein                   | –                         |
| 16. April 1979 – 13. Mai 1979 4 Wochen | 4                                         | Dschinghis Khan                           | Dschinghis Khan Musik: Ralph Siegel junior; Text: Bernd Meinunger | –                         |
| 14. Mai 1979 – 17. Juni 1979 5 Wochen | 5                                         | Patrick Hernandez                         | Born to Be Alive Patrick Pierre Hernandez                         | –                         |
| 18. Juni 1979 – 29. Juli 1979 6 Wochen | 6                                         | M                                         | Pop Muzik Robin Edmond Scott                                      | –                         |
| 30. Juli 1979 – 19. August 1979 3 Wochen | 3                                         | Peter Maffay                              | So bist du Musik: Peter Maffay; Text: Bernd Meinunger             | –                         |
| 20. August 1979 – 14. Oktober 1979 8 Wochen | 8                                         | Boney M.                                  | El Lute / Gotta Go Home Frank Farian, Fred Jay, Hans Blum         | –                         |
| 15. Oktober 1979 – 18. November 1979 5 Wochen | 5                                         | Cliff Richard                             | We Don’t Talk Anymore Alan Tarney                                 | –                         |
| 19. November 1979 – 20. Januar 1980 9 Wochen | 9                                         | Thom Pace                                 | Maybe Thom Pace                                                   | –                         |

## Alben
| ← 1978 ← | Liste der Nummer-eins-Alben in Deutschland | Liste der Nummer-eins-Alben in Deutschland | Liste der Nummer-eins-Alben in Deutschland              | 1980 →                    |
| \| Zeitraum \| Wo. ges. \| Interpret \| Titel \| Zusätzliche Informationen \| \| (Zeitraum, Wochen auf Platz eins, Interpret, Titel, zusätzliche Informationen) \| \| \| \| \| \| ------------------------------------------------------------------------------ \| -------- \| ---------------------------- \| ------------------------------------------------------- \| ------------------------- \| \| 1. Januar 1979 – 4. Februar 1979 5 Wochen (insgesamt 11) \| 11 \| (Soundtrack) \| Grease: The Original Soundtrack from the Motion Picture \| – \| \| 5. Februar 1979 – 11. Februar 1979 1 Woche \| 1 \| Village People \| Cruising \| – \| \| 12. Februar 1979 – 18. Februar 1979 1 Woche \| 1 \| James Last \| Und jetzt alle \| – \| \| 19. Februar 1979 – 4. März 1979 2 Wochen \| 2 \| Nini Rosso \| Trumpet Dreams \| – \| \| 5. März 1979 – 18. März 1979 2 Wochen \| 2 \| Freddy Fröhlich’s Partylöwen \| Hithaus, Ramba Zamba \| – \| \| 19. März 1979 – 6. Mai 1979 7 Wochen \| 7 \| Richard Clayderman \| Träumereien \| – \| \| 7. Mai 1979 – 13. Mai 1979 1 Woche \| 1 \| Supertramp \| Breakfast in America \| – \| \| 14. Mai 1979 – 20. Mai 1979 1 Woche \| 1 \| Bee Gees \| Spirits Having Flown \| – \| \| 21. Mai 1979 – 17. Juni 1979 4 Wochen \| 4 \| ABBA \| Voulez-Vous \| – \| \| 18. Juni 1979 – 15. Juli 1979 4 Wochen \| 4 \| Dire Straits \| Communiqué \| – \| \| 16. Juli 1979 – 16. September 1979 9 Wochen \| 9 \| Peter Maffay \| Steppenwolf \| – \| \| 17. September 1979 – 14. Oktober 1979 4 Wochen \| 4 \| The Alan Parsons Project \| Eve \| – \| \| 15. Oktober 1979 – 28. Oktober 1979 2 Wochen \| 2 \| Boney M. \| Oceans of Fantasy \| – \| \| 29. Oktober 1979 – 2. Dezember 1979 5 Wochen \| 5 \| Peter Maffay \| Frei sein \| – \| \| 3. Dezember 1979 – 6. Januar 1980 5 Wochen \| 5 \| James Last \| Träum was Schönes \| – \| |                                            |                                            |                                                         |                           |
| ← 1978 |                                            |                                            |                                                         | → 1980 →                  |
| Zeitraum | Wo. ges.                                   | Interpret                                  | Titel                                                   | Zusätzliche Informationen |
| (Zeitraum, Wochen auf Platz eins, Interpret, Titel, zusätzliche Informationen) |                                            |                                            |                                                         |                           |
| 1. Januar 1979 – 4. Februar 1979 5 Wochen (insgesamt 11) | 11                                         | (Soundtrack)                               | Grease: The Original Soundtrack from the Motion Picture | –                         |
| 5. Februar 1979 – 11. Februar 1979 1 Woche | 1                                          | Village People                             | Cruising                                                | –                         |
| 12. Februar 1979 – 18. Februar 1979 1 Woche | 1                                          | James Last                                 | Und jetzt alle                                          | –                         |
| 19. Februar 1979 – 4. März 1979 2 Wochen | 2                                          | Nini Rosso                                 | Trumpet Dreams                                          | –                         |
| 5. März 1979 – 18. März 1979 2 Wochen | 2                                          | Freddy Fröhlich’s Partylöwen               | Hithaus, Ramba Zamba                                    | –                         |
| 19. März 1979 – 6. Mai 1979 7 Wochen | 7                                          | Richard Clayderman                         | Träumereien                                             | –                         |
| 7. Mai 1979 – 13. Mai 1979 1 Woche | 1                                          | Supertramp                                 | Breakfast in America                                    | –                         |
| 14. Mai 1979 – 20. Mai 1979 1 Woche | 1                                          | Bee Gees                                   | Spirits Having Flown                                    | –                         |
| 21. Mai 1979 – 17. Juni 1979 4 Wochen | 4                                          | ABBA                                       | Voulez-Vous                                             | –                         |
| 18. Juni 1979 – 15. Juli 1979 4 Wochen | 4                                          | Dire Straits                               | Communiqué                                              | –                         |
| 16. Juli 1979 – 16. September 1979 9 Wochen | 9                                          | Peter Maffay                               | Steppenwolf                                             | –                         |
| 17. September 1979 – 14. Oktober 1979 4 Wochen | 4                                          | The Alan Parsons Project                   | Eve                                                     | –                         |
| 15. Oktober 1979 – 28. Oktober 1979 2 Wochen | 2                                          | Boney M.                                   | Oceans of Fantasy                                       | –                         |
| 29. Oktober 1979 – 2. Dezember 1979 5 Wochen | 5                                          | Peter Maffay                               | Frei sein                                               | –                         |
| 3. Dezember 1979 – 6. Januar 1980 5 Wochen | 5                                          | James Last                                 | Träum was Schönes                                       | –                         |

## Jahreshitparaden
| ← 1978 ← | Liste der Jahres-Nummer-eins-Hits in Deutschland | Liste der Jahres-Nummer-eins-Hits in Deutschland | Liste der Jahres-Nummer-eins-Hits in Deutschland | 1980 →   |
| \| Singles \| Position# \| Alben \| \| -------------------------------------------------------------------------------- \| --------- \| --------------------------------------- \| \| So bist du Peter Maffay Musik: Peter Maffay; Text: Bernd Meinunger \| 1 \| Dire Straits \| \| Born to Be Alive Patrick Hernandez Patrick Pierre Hernandez \| 2 \| Pyramid The Alan Parsons Project \| \| Y.M.C.A. Village People Musik: Jacques Morali; Text: Henri Belolo, Victor Willis \| 3 \| Wish You Were Here Pink Floyd \| \| Heart of Glass Blondie Deborah Harry, Christopher Stein \| 4 \| Breakfast in America Supertramp \| \| Bright Eyes Art Garfunkel Mike Batt \| 5 \| Gone to Earth Barclay James Harvest \| \| Dschinghis Khan Musik: Ralph Siegel junior; Text: Bernd Meinunger \| 6 \| Steppenwolf Peter Maffay \| \| Pop Muzik M Robin Edmond Scott \| 7 \| Träumereien Richard Clayderman \| \| Chiquitita ABBA Benny Goran Bror Andersson, Björn K. Ulvaeus \| 8 \| Angel Station Manfred Mann’s Earth Band \| \| Moskau Dschinghis Khan Musik: Ralph Siegel junior; Text: Bernd Meinunger \| 9 \| Ballade pour Adeline Richard Clayderman \| \| Some Girls Racey Nicky Chinn, Michael Donald Chapman \| 10 \| Spirits Having Flown Bee Gees \| |                                                  |                                                  |                                                  |          |
| ← 1978 |                                                  |                                                  |                                                  | → 1980 → |
| Singles | Position#                                        | Alben                                            |                                                  |          |
| So bist du Peter Maffay Musik: Peter Maffay; Text: Bernd Meinunger | 1                                                | Dire Straits                                     |                                                  |          |
| Born to Be Alive Patrick Hernandez Patrick Pierre Hernandez | 2                                                | Pyramid The Alan Parsons Project                 |                                                  |          |
| Y.M.C.A. Village People Musik: Jacques Morali; Text: Henri Belolo, Victor Willis | 3                                                | Wish You Were Here Pink Floyd                    |                                                  |          |
| Heart of Glass Blondie Deborah Harry, Christopher Stein | 4                                                | Breakfast in America Supertramp                  |                                                  |          |
| Bright Eyes Art Garfunkel Mike Batt | 5                                                | Gone to Earth Barclay James Harvest              |                                                  |          |
| Dschinghis Khan Musik: Ralph Siegel junior; Text: Bernd Meinunger | 6                                                | Steppenwolf Peter Maffay                         |                                                  |          |
| Pop Muzik M Robin Edmond Scott | 7                                                | Träumereien Richard Clayderman                   |                                                  |          |
| Chiquitita ABBA Benny Goran Bror Andersson, Björn K. Ulvaeus | 8                                                | Angel Station Manfred Mann’s Earth Band          |                                                  |          |
| Moskau Dschinghis Khan Musik: Ralph Siegel junior; Text: Bernd Meinunger | 9                                                | Ballade pour Adeline Richard Clayderman          |                                                  |          |
| Some Girls Racey Nicky Chinn, Michael Donald Chapman | 10                                               | Spirits Having Flown Bee Gees                    |                                                  |          |